# Славко Милошевић
Славко Милошевић (Београд, 14. децембар 1908 — Београд, 17. јун 1990) био је југословенски и српски фудбалер и фудбалски тренер.

## Каријера
Милошевић је поникао у СК Југославија, за који је играо од 1928. до 1937. године, за први тим је дебитовао 24. јуна 1928. године, а укупно је одиграо 249 званичних утакмица. На утакмици СК Југославије и Београдског спортског клуба, која је одиграна 21. марта 1937. године, Милошевић је сломио руку и после тога постао фудбалер БСК-а, где је одиграо двадесетак званичних утакмица, једну првенствену. У периоду од 1938. до 1939. године играо је за Обилић и ту завршио фудбалску каријеру.
За градску селекцију Београда одиграо је 11 утакмица, 4 за фудбалску репрезентацију Југославије. За национални тим дебитовао је 15. јуна 1930. године на пријатељској утакмици против селекције Бугарске у Софији, а последњу је одиграо 18. марта 1934. године, такође на мечу против селекције Бугарске у Софији.
Најчешће је играо као лево крило, а остао упамћен као добар нападач, техничар и дриблер са снажним ударцима на гол. Био је дипломорани инжењер агрономије, а након пензионисања остао је у фудбалу. Био је помоћни тренер фудбалске репрезентације Југославије на Светском првенству у фудбалу 1958. године у Шведској. Као фудбалски тренер радио је и у Грчкој и Етиопији, чију је фудбалску репрезентацију тренирао од 1961. до 1962. године. Био је председник Савеза фудбалских тренера Србије и секретар тренерске организације Југославије.
Преминуо је 17. јуна 1990. године у Београду.